# 普洛特恰 (比拉市鎮)
49°37′28″N 25°33′37″E / 49.62444°N 25.56028°E
普洛特恰（烏克蘭語：Плотича）是位於烏克蘭西部的村莊，由特諾皮爾州特諾皮爾區的比拉市鎮負責管轄。該村處於塞雷特河畔，面積2.21平方公里，2001年人口1,271。